# Nanihospita acaudata
Nanihospita acaudata är en insektsart som beskrevs av Kenneth Hedley Lewis Key 1976. Nanihospita acaudata ingår i släktet Nanihospita och familjen Morabidae. Inga underarter finns listade i Catalogue of Life.